# Neoliomera
Neoliomera är ett släkte av kräftdjur. Neoliomera ingår i familjen Xanthidae.
Kladogram enligt Catalogue of Life:
| Neoliomera | \| \| Neoliomera praetexta \| \| \| \| \| \| Neoliomera pubescens \| \| \| \| \| \| Neoliomera richteroides \| \| \| \| |
|            | \| \| Neoliomera praetexta \| \| \| \| \| \| Neoliomera pubescens \| \| \| \| \| \| Neoliomera richteroides \| \| \| \| |
|            | Neoliomera praetexta |
|            | |
|            | Neoliomera pubescens |
|            | |
|            | Neoliomera richteroides                                                                                                 |
|            | |

## Bildgalleri

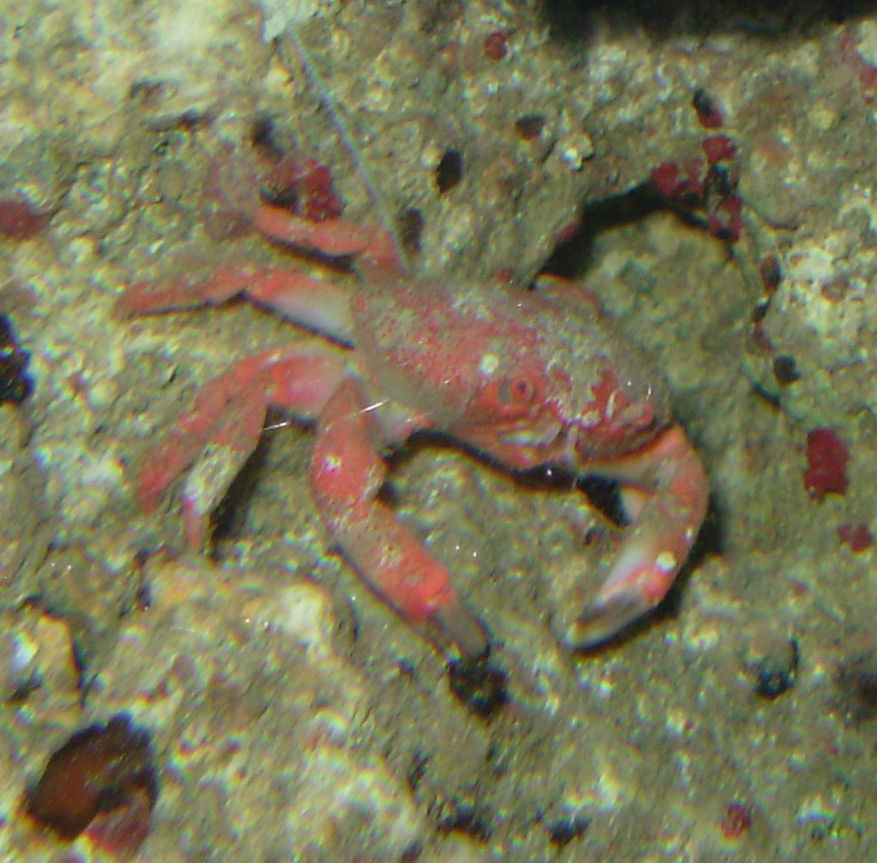